# Fabio Leimer
Fabio Leimer (Rothrist, Zwitserland, 17 april 1989) is een Zwitsers autocoureur. Hij werd in 2013 kampioen in de GP2 Series en stapte in 2014 over naar het FIA World Endurance Championship.

## Carrière

### Karting
Leimer begon zijn carrière in 2003 met karting. Hij won dat jaar het Zwitsers Junior kampioenschap, en werd het jaar daarop 2e. In 2005 werd hij 2e in het Zwitsers A kampioenschap.

### Formule BMW
In 2006 maakte Leimer de overstap naar de Formule BMW. Hij finishte het kampioenschap op de 18e plaats, en werd 19e tijdens de finalerace in Valencia.

### Formule Renault
Leimer verkaste in 2007 naar de Formule Renault 2.0. Hij kwam uit in de Eurocup, en het Italiaanse kampioenschap. In de Eurocup werd hij 17e, in het Italiaans kampioenschap 11e.

### Formula Master
De jaren 2008 en 2009 komt Leimer uit in de International Formula Master. Zijn eerste seizoen wordt hij tweede, achter Chris van der Drift. Het seizoen 2009 wordt hij kampioen, door 6 races te winnen.

### GP2 Series
Als gevolg van zijn kampioenschap in de Formule Master, mag Leimer deelnemen aan een GP2-test. Hij mag testen voor het Ocean Racing team, en dit levert hem een plaats op in de GP2 Asia Series in GP2 Asia Series seizoen 2009-2010. Zijn teamgenoot bij Ocean is de Amerikaan Alexander Rossi.
In 2010 mag Leimer ook deelnemen aan het reguliere GP2-kampioenschap voor Ocean. Hij kreeg hier Max Chilton als teamgenoot. In de tweede race van het eerste weekend op het Circuit de Catalunya behaalde hij al meteen een overwinning. Hierna scoorde hij echter geen punten meer en eindigde op de negentiende plaats met 8 punten.
Ook in 2011 rijdt Leimer in de GP2 Asia Series, maar nu voor het team Rapax. Hij behaalde 9 punten, inclusief een tweede plaats op Imola, en eindigde hiermee als vijfde in het kampioenschap.
In de reguliere GP2 Series in 2011 rijdt Leimer ook voor Rapax, waar hij Julian Leal als teamgenoot krijgt. Opnieuw wint hij de tweede race op het Circuit de Catalunya en hij haalt nog een tweede plaats op Monza. Hierdoor eindigt hij als veertiende in het kampioenschap met 15 punten. Aan het eind van het jaar won hij ook nog de GP2 Final op het Yas Marina Circuit voor Racing Engineering met pole, de snelste ronde en de overwinning in race 1 en een tiende plaats in race 2.
In 2012 stapt Leimer fulltime over naar Racing Engineering, waar hij Nathanaël Berthon als teamgenoot kreeg. Hij behaalde zes podiumplaatsen en één pole position op Silverstone. Hij eindigde als zevende met 152 punten.
In 2013 blijft Leimer bij Racing Engineering, waar hij herenigd wordt met Julian Leal. Met overwinningen op het Sepang International Circuit, het Bahrain International Circuit en het Autodromo Nazionale Monza werd hij kampioen in het laatste raceweekend op het Yas Marina Circuit door vierde te worden en zijn concurrenten Sam Bird, Felipe Nasr en Stefano Coletti achter zich te laten.

### World Endurance Championship
In 2014 stapte Leimer over naar het FIA World Endurance Championship, waar hij naast Dominik Kraihamer en Andrea Belicchi bij Rebellion Racing ging rijden. Het seizoen startte niet goed voor de coureurs, in de eerste drie races haalden zij geen enkele keer de finish.

### Formule E
In het seizoen 2014-2015 nam Leimer deel aan de eerste race van de Formule E voor het team Amlin Aguri. Hij werd hier de vervanger van António Félix da Costa, die dat weekend in de DTM moest rijden. Voorafgaand aan de race werd hij weer vervangen door Takuma Sato. In het laatste raceweekend in Londen mocht hij toch deelnemen als vervanger van Jaime Alguersuari bij het team Virgin Racing.

### Formule 1
In juni 2015 werd Leimer bevestigd als officiële reservecoureur bij het Formule 1-team Marussia, achter de racecoureurs Will Stevens en Roberto Merhi. Tijdens de Grand Prix van Hongarije nam hij voor het eerst deel aan een vrije training voor het team.

### Totale Formule 1-resultaten
| Seizoen | Inschrijving           | Chassis       | Motor            | 1   | 2   | 3   | 4   | 5   | 6   | 7   | 8   | 9   | 10     | 11  | 12  | 13  | 14  | 15  | 16  | 17  | 18  | 19  | Pos | Punten |
| ------- | ---------------------- | ------------- | ---------------- | --- | --- | --- | --- | --- | --- | --- | --- | --- | ------ | --- | --- | --- | --- | --- | --- | --- | --- | --- | --- | ------ |
| 2015    | Manor Marussia F1 Team | Marussia MR03 | Ferrari 059/3 V6 | AUS | MAL | CHN | BHR | SPA | MON | CAN | OOS | GBR | HON TC | BEL | ITA | SIN | JPN | RUS | VST | MEX | BRA | ABU | -   | -      |